# Johnathan Wendel
Johnathan Wendel (ur. 26 lutego 1981 w Houston), znany jako Fatal1ty – profesjonalny gracz komputerowy, zdobywca dziesięciu tytułów mistrza świata w kilku różnych grach komputerowych. Wendel w swojej karierze wygrał około pół miliona dolarów w nagrodach pieniężnych i rzeczowych.

## Życiorys
Wendel zaczął grywać w gry w wieku pięciu lat, kiedy to jego ojciec dał mu komputer i konsolę Nintendo. Osiem lat później wygrywał profesjonalne turnieje bilardowe, jednak matka nie zgodziła się na jego dalszą karierę w tym kierunku. W wieku 15 lat podczas jednej z rozgrywek w internecie ze znajomymi przyjął nick Fatal1ty (pochodzący od ataku kończącego walkę w grze Mortal Kombat), którego nie zmienił już do końca kariery. Przez kolejne lata zdobywał doświadczenie w grach, żeby w 1999 roku wystartować w swoim pierwszym profesjonalnym turnieju gier komputerowych w Dallas. Zajął na nim trzecie miejsce i wygrał 4000 dolarów. W niedługim czasie dostał zaproszenie na turniej w Szwecji, na którym wygrał kolejne 18 potyczek i został uznany za najlepszego gracza na świecie w grze Quake III: Arena. Ten sukces spowodował podjęcie decyzji o porzuceniu szkoły na rzecz profesjonalnego grania.
W ciągu kilku kolejnych lat Fatal1ty konkurował w kolejnych grach i zdobywał w nich mistrzowskie tytuły. W 2005 roku wziął udział w poszczególnych przystankach Cyberathlete Professional League w grze Painkiller. Następnie w samym finale pokonał Holendra Voo i tym samym wygrał jedną z najwyższych nagród finansowych w historii gier komputerowych – 150 tysięcy dolarów. W tym samym roku rozpoczął sprzedaż podkładek pod myszy, co pozwoliło mu sponsorować innych graczy. Od tego czasu nawiązał współpracę z firmami Creative Technology, ABIT, Zalman, XFX i ASRock, które połączyły się w Fatal1ty Brand. Nickiem Fatal1ty sygnowane są karty graficzne, karty dźwiękowe, słuchawki, myszki, klawiatury oraz płyty główne. Jonathan Wendel przyjął również propozycję pracy na stanowisku komentatora w Championship Gaming Series. W sierpniu 2007 roku przyznano mu nagrodę Esports Award za "udział w tworzeniu e-sportu takim, jakim jest dzisiaj, oraz reprezentowanie go".
Jonathan Wendel znalazł się w kwietniu 2009 w Księdze rekordów Guinnessa z rekordem największej liczby fragów w ciągu godziny.

## Osiągnięcia
Na fioletowo zaznaczono mistrzostwa świata.
| Lp  | Rok  | Miejsce | Nazwa turnieju                               | Gra                      |
| --- | ---- | ------- | -------------------------------------------- | ------------------------ |
| 1.  | 1996 | 1       | DiscoveryNet #1                              | Quake                    |
| 2.  | 1996 | 1       | Feist Midwest Frag                           | Quake                    |
| 3.  | 1996 | 1       | DiscoveryNet #2                              | Quake                    |
| 4.  | 1998 | 1       | OverDrive Quake                              | Quake II                 |
| 5.  | 1999 | 1       | CPL Frag3 Qualifier                          | Quake III: Arena         |
| 6.  | 1999 | 3       | CPL Frag3 Finals                             | Quake III: Arena         |
| 7.  | 2000 | 1       | Resurrection 1                               | Quake III: Arena         |
| 8.  | 2000 | 1       | Eastern Quake League                         | Quake III: Arena         |
| 9.  | 2000 | 1       | Spring Survival                              | Quake III: Arena         |
| 10. | 2000 | 1       | LanWar6                                      | Quake III: Arena         |
| 11. | 2000 | 1       | XSi                                          | Quake III: Arena         |
| 12. | 2000 | 1       | DMCON2000                                    | Quake III: Arena         |
| 13. | 2000 | 1       | Cyber-Arena                                  | Quake III: Arena         |
| 14. | 2000 | 1       | CPL Razer                                    | Quake III: Arena         |
| 15. | 2000 | 1       | QuestCON                                     | Quake III: Arena         |
| 16. | 2000 | 1       | QuakeCON2000 DreamCast Console               | Quake III: Arena         |
| 17. | 2000 | 1       | BattleTOP Universal Studios                  | Quake III: Arena         |
| 18. | 2000 | 1       | World Cyber Games 2000                       | Quake III: Arena         |
| 19. | 2000 | 1       | CPL Cologne                                  | Quake III: Arena         |
| 20. | 2001 | 1       | Resurrection 2 TEM                           | Quake III: Arena         |
| 21. | 2001 | 1       | CPL Australia                                | Quake III: Arena         |
| 22. | 2001 | 1       | CPL Winter                                   | Aliens versus Predator 2 |
| 23. | 2001 | 2       | CPL Brazil                                   | Quake III: Arena         |
| 24. | 2001 | 2       | QuakeCON2001                                 | Quake III: Arena         |
| 25. | 2001 | 3       | CPL Holland                                  | Quake III: Arena         |
| 26. | 2002 | 1       | Million Man Lan                              | Quake III: Arena         |
| 27. | 2002 | 1       | CPL Winter Qualifier                         | Unreal Tournament 2003   |
| 28. | 2002 | 1       | CPL Winter                                   | Unreal Tournament 2003   |
| 29. | 2002 | 3       | QuakeCON2002                                 | Quake III: Arena         |
| 30. | 2002 | 4       | World Cyber Games USA                        | Quake III: Arena         |
| 31. | 2003 | 1       | MWGL                                         | Quake III: Arena         |
| 32. | 2003 | 1       | MWGL                                         | Unreal Tournament 2003   |
| 33. | 2003 | 1       | NGL                                          | Unreal Tournament 2003   |
| 34. | 2003 | 1       | University of Texas                          | Unreal Tournament 2003   |
| 35. | 2003 | 3       | E-Sports World Cup                           | Unreal Tournament 2003   |
| 36. | 2003 | 3       | World Cyber Games USA                        | Unreal Tournament 2003   |
| 37. | 2004 | 1       | QuakeCON2004                                 | Doom III                 |
| 38. | 2004 | 2       | CPL Cyberathlete EXTREME World Championships | Painkiller               |
| 39. | 2004 | 3       | CPL Extreme Winter Championships             | Painkiller               |
| 40. | 2004 | 4       | E-Sports World Cup                           | Painkiller               |
| 41. | 2005 | 1       | CPL Singapore World Tour Stop                | Painkiller               |
| 42. | 2005 | 1       | CPL USA World Tour Stop                      | Painkiller               |
| 43. | 2005 | 1       | CPL World Tour Finals                        | Painkiller               |
| 44. | 2005 | 2       | CPL Turkey Qualifier for Spain               | Painkiller               |
| 45. | 2005 | 2       | CPL Brazil World Tour Stop                   | Painkiller               |
| 46. | 2005 | 2       | CPL Sweden World Tour Stop                   | Painkiller               |
| 47. | 2005 | 4       | CPL Turkey World Tour Stop                   | Painkiller               |
| 48. | 2006 | 1       | Championship Gaming Invitational             | Quake 4                  |
| 49. | 2006 | 2       | WSVG Finals                                  | Quake 4                  |
| 50. | 2006 | 2       | Rage Expo                                    | Quake 4                  |
| 51. | 2006 | 4       | WSVG Stop-Lanwars                            | Quake 4                  |
| 52. | 2006 | 4       | WSVG Intel Summer Championship               | Quake 4                  |
| 53. | 2006 | 2       | St. Louis Invitational                       | Quake 4                  |